# Quận của tỉnh Vosges
3 quận của tỉnh Vosges gồm:
1. Quận Épinal, (tỉnh lỵ của tỉnh Vosges: Épinal) với 15 tổng và 251 xã. Dân số của quận này là 228.115 người năm 1990, 225.898 người năm 1999, tăng trưởng dân số là 0.97%.
2. Quận Neufchâteau, (quận lỵ: Neufchâteau) với 7 tổng và 174 xã. Dân số của quận này là 64.833 người năm 1990, và 61.656 người năm 1999, tăng trưởng dân số là 4.9%.
3. Quận Saint-Dié-des-Vosges, (quận lỵ: Saint-Dié-des-Vosges) với 9 tổng và 90 xã. Dân số của quận này là 93.310 người năm 1990, và 93.398 người năm 1999, tăng trưởng dân số là 0.09%.